# Jean-Frédéric Poisson
Jean-Frédéric Poisson (nacido el 22 de enero de 1963 en Belfort) es un político francés y miembro de la Asamblea Nacional de Francia. Representa al departamento de Yvelines, y es miembro del Partido Demócrata Cristiano.
Fue elegido diputado por la Décima circunscripción de Yvelines, desde junio de 2007 hasta julio de 2009. Fue reelegido el 27 de septiembre de 2009, pero su elección fue invalidada por el Consejo Constitucional el 20 de mayo de 2010.
Es portavoz y vicepresidente del Partido Demócrata Cristiano.

## Biografía
Jean-Frederic Poisson está doctorado en filosofía por la Universidad de la Sorbona-París IV, y diplomado por la Facultad de Filosofía Libre de París (IPC).
En las elecciones parlamentarias de 2007, es designado suplente de Christine Boutin, miembro saliente de la Décima circunscripción de Yvelines. Este es reelegido el 17 de junio de 2007, obteniendo un 58,37% de los votos en la segunda ronda. El 19 de junio, es nombrado en el 'segundo gobierno de François Fillon', y Jean-Frederic Poisson se convierte oficialmente en diputado el 20 de julio de 2007. Ocupa asiento en el grupo UMP (Union pour un Mouvement Populaire), y es miembro de la Comisión de Asuntos culturales, familia y sociedad.
Tras la marcha de Christine Boutin del gobierno y su decisión de no reanudar su escaño como diputado, su suplente es declarado descomisionado, y es despedido el 24 de julio de 2009, durante la espera de una elección partidaria.
Fue reelegido el 27 de septiembre de 2009 en unas elecciones marcadas por una alta abstención, con 50,01% de los votos (cinco votos de diferencia) frente a la candidata ecologista Anny Poursinoff. Pero esta elección es impugnada ante el Consejo Constitucional. El 20 de mayo de 2010, el Consejo Constitucional, en última instancia, anula su elección.

## Examen de su primer año en la Asamblea Nacional
Presentó 122 preguntas escritas y registró 35 proyectos de ley, tres de los cuales él es autor. Intervino 44 veces en el Hemiciclo, y 16 veces en la Comisión. Es autor de dos informes parlamentarios, uno sobre la tensión laboral, el segundo relativo al proyecto de ley para la renovación de la democracia social y la reforma del tiempo de trabajo. Ha presentado casi 200 enmiendas.

## Síntesis de sus mandatos
Diputado
- 20/07/2007 al 20/05/2010: diputado de la 10.ª Circunscripción de Yvelines

Consejero Municipal
- 06/25/1995 hasta 03/18/2001: Consejero municipal de Rambouillet (Yvelines)
- 03/19/2001 hasta 07/06/2004: Teniente alcalde de Rambouillet
- 07/07/2004 hasta 06/17/2007: Alcalde de Rambouillet
- 18/06/2007 -: Teniente alcalde de Rambouillet

Mandato entre las comunidades
- Primer Vicepresidente de la Comunidad de comunidades de llanuras y bosques de Yveline, y presidente desde 2009.

Misión "Poisson"
- Por decreto del 4 de noviembre de 2008, es nombrado en una misión con Xavier Bertrand para establecer un informe (publicado el 28 de abril de 2009) sobre el papel de los sectores profesionales en la renovación del diálogo social y la negociación colectiva.

## Reportes parlamentarios
- Informe sobre el proyecto de ley, "Renovación de la democracia social y el tiempo de trabajo", junio de 2008 (Ley aprobada, el 20 de agosto de 2008)
- Informe "Prevención y compensación de la tensión en el trabajo" a la Comisión de Asuntos Sociales de la Asamblea Nacional, junio de 2008.
- Informe de la comisión sobre la lucha contra violaciones de sepulturas, "¿Del respeto a los muertos a la muerte del respeto?", diciembre de 2008.
- Informe "Fondo para el mantenimiento y creación de puestos de trabajo ", mayo de 2009.
- Informe sobre "la negociación colectiva y los sectores profesionales", presentado al primer ministro el 28 de abril de 2009.
- Relator de la Misión COPE sobre "sufrimiento en el trabajo", diciembre de 2009.

## Publicaciones
- El mito bioético (trabajo colectivo), Bassano, París, 2000.
- La bioética, la ética y el humanismo, Estudios Hospitalarios, Burdeos, 2004.
- La Dignidad Humana, misma editorial, 2005.
- La bioética: ¿El hombre contra el hombre?, Presses de la Renaissance, París, 2007.
- Informe sobre la negociación colectiva y los sectores profesionales, francés Documentación, 2009.
- J. F. Poisson (2009). Bioética. ¿el hombre contra el Hombre?. Ediciones Rialp. ISBN 9788432137341.